# La Nuit obscure (livre)
Pour les articles homonymes, voir La Nuit obscure (homonymie).
La Nuit obscure (ou La noche oscura en espagnol) est un traité écrit par Jean de la Croix. Jean de la Croix cherche dans cet ouvrage à montrer l'importance de l'initiative divine dans l'ascension de l'âme à Dieu, en décrivant l'état de la nuit spirituelle.  « Ce que je me suis proposé dans cet écrit, c'est d'expliquer cette nuit de la contemplation à beaucoup d'âmes qui s'y trouvaient et qui n'en avaient pas connaissance ».
À l'origine de ce livre, Jean de la Croix a écrit un poème, du même titre, qu'il a commenté afin d'en faire un traité. Cependant certaines strophes ne sont pas commentées (strophes III, IV et V). Jean de la Croix n'ayant pas établi de sommaire, on ne sait pas s'il a écrit ou non ces commentaires, ou s'ils ont été perdus. 
Cet ouvrage s'inscrit dans le cycle de quatre traités majeurs rédigés par Jean de la Croix qui décrivent la progression de l'âme vers Dieu jusqu'à son union mystique: La Montée du Carmel qui présente les purifications actives de l'âme, La Nuit obscure qui explique les purifications « passives » de l'âme (après les purifications actives), puis la joie de l'âme qui s'unit à son Dieu dans Le Cantique spirituel, et enfin la Vive Flamme d'amour, qui est l'expression de l'âme « embrasée d'amour pour Dieu » (après cette union).

## Histoire de la publication

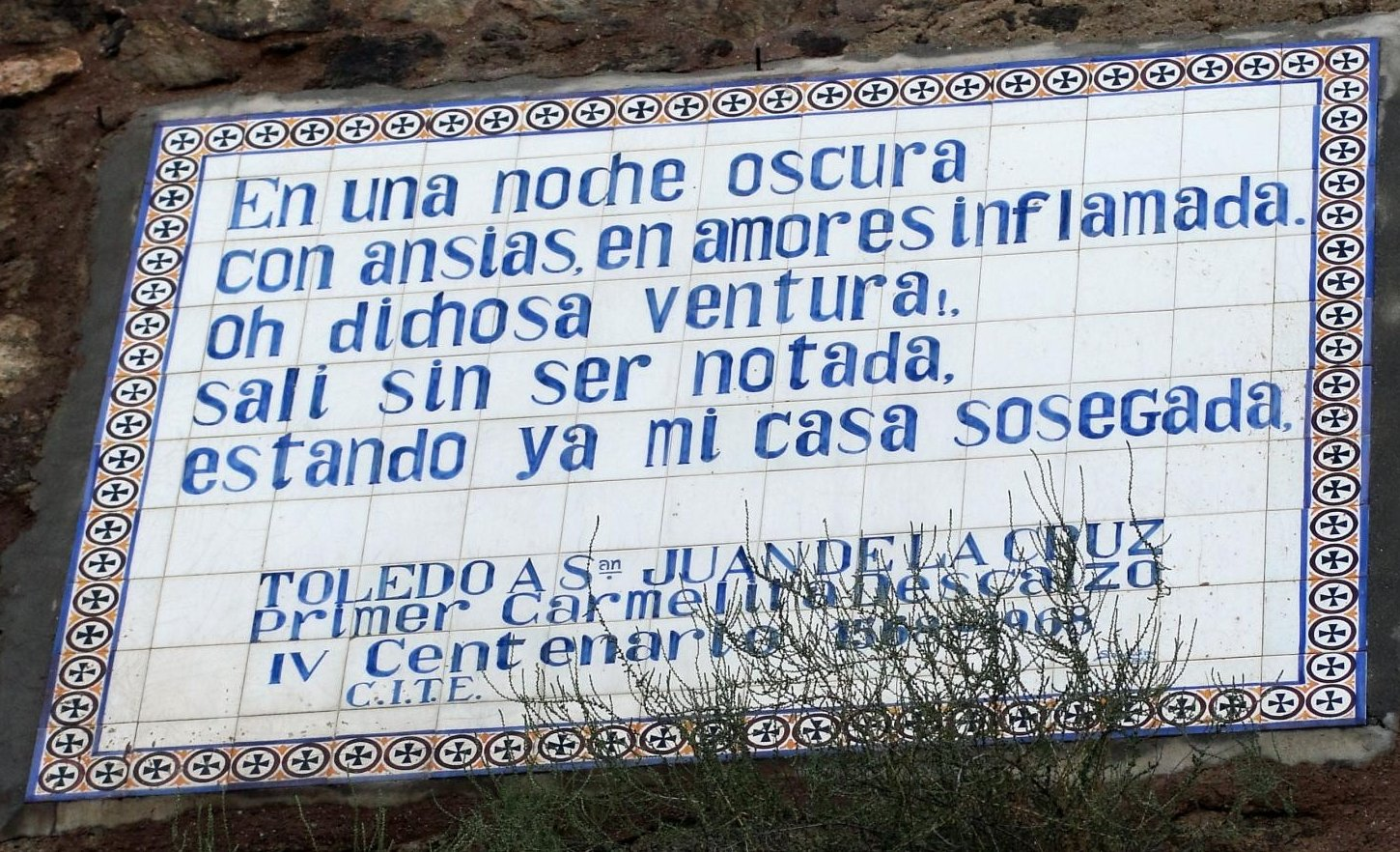
Extrait du poème La Nuit obscure faisant mention de la fuite par l'escalier secret (plaque commémorative de la fondation du carmel à Tolède)

Un poème écrit au lendemain de sa captivité à Tolède en 1578 (La Nuit obscure), est à l'origine de cette œuvre. 
Jean de la Croix se voit demander par des carmélites des explications sur la signification de son poème. Il va rédiger pour elles ce traité spirituel, en même temps que ses autres traités majeurs.
En 1584 il écrit le traité La Montée du Carmel (La subida al monte carmelo) dans lequel il cherche à montrer le chemin actif qui mène à Dieu. 
En 1585, en seulement quinze jours, il rédige le traité « La noche oscura » dans lequel il décrit les purifications passives présentes dans la nuit spirituelle. 
Enfin, à la demande d'Ana de Peñalosa, il rédige le traité la Vive Flamme d'amour, qui est le commentaire du poème de même titre, et décrit l'expérience de l'union de l'âme avec Dieu.
Si l'ouvrage est terminé vers 1585, il ne sera officiellement publié que 30 ans plus tard. L'opposition de Jean de la Croix à Nicolas Doria (alors général de l'Ordre des Carmes déchaux) ayant entrainé une suspicion sur les œuvres de Jean de la Croix, toute publication officielle a été bloquée durant plusieurs années. Ce qui n'a pas empêché les religieuses de recopier manuellement l’œuvre pour en disposer. C'est ainsi qu'Anne de Jésus amène à Paris (en 1604) un exemplaire de l'œuvre qui sera à l'origine de la première traduction et publication en français (en 1622) de la Nuit obscure. La première publication de ce traité en Espagne n'ayant eu lieu que 4 années plus tôt à Alcala.

## Contenu de l'ouvrage

### Sources
Les sources écrites de La Nuit obscure sont incertaines. Il est cependant fort probable que Jean de la Croix ait lu les auteurs mystiques Jean de Ruysbroek, L'Imitation de Jésus-Christ, Jean Tauler ou encore Henri Suso.
Nous trouvons également, comme dans ses autres écrits spirituels, de nombreuses références à la Bible, notamment au Cantique des Cantiques ou aux Psaumes.
Enfin certains voient dans les œuvres poétiques de Jean de la Croix des similitudes avec les poèmes du poète espagnol Garcilaso de la Vega.

### Présentation

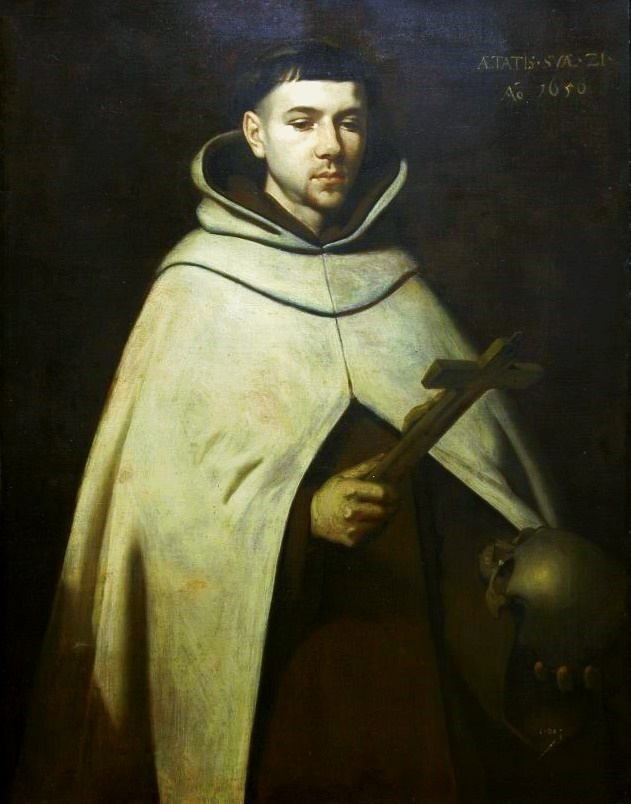
Portrait de Jean de la Croix, par Zurbarán.

L'ouvrage se compose de deux livres de 14 et 25 chapitres chacun.
Il est possible de découper l'ensemble de l'œuvre en trois parties :
- l’évasion jusqu’à la rencontre de l’Aimé (avec le départ et la marche solitaire dans la nuit, puis la nuit totale qui isole de tout contact).
- la bénédiction de cette nuit qui a permis l’union.
- l’abandon dans l’enlacement mutuel (avec l’Aimé endormi dans les bras de l’aimée, puis l’aimée absorbée totalement par l’Aimé).

Si cet ouvrage commente les strophes de son poème, certaines strophes ne sont pas commentées (strophes III, IV et V), et comme Jean de la Croix n'a pas établi de sommaire, on ne sait pas si ces commentaires n'ont jamais été écrits, ou s'ils ont été perdus. Cela amène certains commentateurs à estimer que l'œuvre initiale est inachevée. Mais cet ouvrage qui présente la « nuit passive » de l'âme, est complémentaire de la Montée du Carmel qui présente la « nuit active » de l'âme. De plus, si les deux traités (Monté du Carmel et Nuit Obscure) sont tous deux interrompus, cela est peut-être du fait de l'écriture du troisième ouvrage : le Cantique spirituel, qui clôture le travail débuté par Jean de la Croix, et qui l'aurait amené à faire des redites dans ses deux premiers ouvrages,.
Ainsi, plusieurs hypothèses ont été élaborées et débattues au cours des siècles :
- La Nuit obscure et la Montée du Carmel sont deux traités (distincts et) incomplets.
- Ces deux ouvrages constituent une grande œuvre didactique inachevée où Jean de la Croix voulait présenter les purifications actives (ce que l'on trouve dans la Montée du Carmel) et passives (décrites dans la Nuit obscure). Cette hypothèse est la plus communément retenue de nos jours.
- La Nuit obscure était prévue au départ comme une œuvre autonome (un commentaire du poème), puis Jean de la Croix aurait voulu tout refondre dans un seul ouvrage global, mais n'aurait pu le faire faute de temps.

### Doctrine de l'ouvrage
Dans la Nuit obscure (ou « La noche oscura »), Jean de la Croix cherche à montrer l'importance de l'initiative divine dans l'ascension de l'âme à Dieu, en décrivant l'état de la nuit spirituelle.  « Ce que je me suis proposé dans cet écrit, c'est d'expliquer cette nuit de la contemplation à beaucoup d'âmes qui s'y trouvaient et qui n'en avait pas connaissance ».
Dans le premier livre, Jean de la Croix aborde la « purification passive du sens », c'est-à-dire l’œuvre opérée par Dieu dans les parties sensibles et spirituelles de l'homme. Dans le second livre il décrit la « purification passive de l'esprit ». La purification passive plonge l'homme dans une profonde angoisse, faisant remonter dans sa conscience tous ses penchants mauvais, qu'il partage avec l'humanité. Il se découvre pécheur en vérité. Le docteur de l’Église indique quel comportement tenir pour laisser agir Dieu et atteindre la pleine purification. Il utilise le symbolisme de la nuit pour indiquer cette action déconcertante et triomphante de l'amour. Jean de la Croix explique que le renoncement à toute lumière permet à l’âme de ne se guider que par amour. Si cette nuit est dite « bienheureuse », c'est parce que l’âme est dans l’union : elle chante alors la nuit qu'elle a réussi à traverser (la nuit n’est bienheureuse qu’après coup). Après s’être détachée de beaucoup de choses, l'âme est entrée dans l’union, le repos, la jouissance, oubliant tout souci et toute peine. Ainsi, le poète chante la réalisation de l’union de l’âme avec Dieu.
Son œuvre s'adresse au chrétien « progressant », qui, bien que loin d'être parfait, cherche à s'approcher de Dieu,.

## Publications

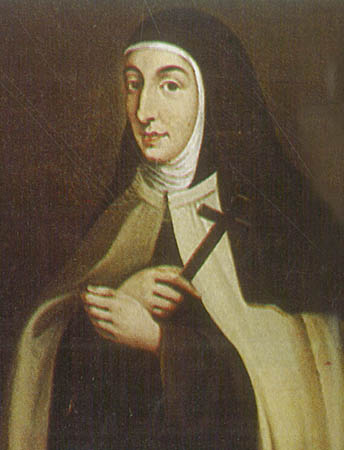
Anne de Jésus, à l'origine de la première publication de l'œuvre.

Cet ouvrage a été diffusé et publié à de nombreuses reprises lors de différentes éditions, soit seul, soit lors de la publication de recueils d'œuvre de Jean de la Croix. Voici quelques dates de publications :
- 1618 : publié en espagnol à Alcala, avec deux autres ouvrages[13].
- 1622 : publication à Paris du Cantique d'amour divin traduit par G. Gaultier[14].
- 1627 : publication à Bruxelles chez Godofredo Schoevarts[15].
- 1630 : publication intégrale de l'œuvre de Jean de la Croix en espagnol[16].
- 1641 : Traduction en français des Œuvres spirituelles[N 6] de Jean de la Croix par Cyprien de la Nativité de la Vierge. Plusieurs  rééditions sont réalisées au cours du XVIIe siècle (1645,  1652,  1675...). Cette version est rééditée au XXe siècle[17].
- 1695 : traduction par Jean Maillart (jésuite)[18]. Cette version est retenue au XIXe siècle dans la Patrologie de Migne[17].
- 1933-1937 : Œuvres complètes de Jean de la Croix, traduction nouvelle par Mère Marie du Saint-Sacrement, en 4 volumes.
- Jean de la Croix, Œuvres Complètes, Éditions du Cerf, coll. « Œuvres de Jean de la Croix », 1990, 1871 p. (ISBN 978-2-204-06643-3), p. 359-527.
- Jean de la Croix et Jean-Pie Lapierre, La nuit obscure, Seuil, coll. « Points Sagesses », février 1984, 215 p. (ISBN 978-2-02-006725-6).
- Jean de la Croix, La nuit obscure, CreateSpace Independent Publishing, septembre 2013, 226 p. (ISBN 978-1-4923-7672-9).
- Jean de la Croix, La nuit obscure, Cerf, coll. « Sagesses chrétiennes », février 1999, 217 p. (ISBN 978-2-204-06073-8).

Ouvrages d'introduction
- Wilfrid Stininsen, La nuit comme le jour illumine : La Nuit Obscure chez Jean de la Croix, Editions du Carmel, décembre 2005, 117 p. (ISBN 978-2-84713-046-1).